# Pelota de cuero
Pelota de cuero es una película argentina de 1963, dirigida por Armando Bó, con guion del propio Bó y el conocido periodista deportivo Borocotó, sobre un argumento escrito por este último. Está protagonizada por los propios Armando Bó y Borocotó, así como por el hijo de aquel, Víctor Bó, Nelly Beltrán y el cantante de tangos Edmundo Rivero, entre otros. El filme fue estrenado el 25 de julio de 1963, en Buenos Aires.
La trama del filme se centra en el ocaso de un futbolista de larga trayectoria en el club Boca Juniors. Un jugador que no cambia de colores y no puede concebir otra alternativa que no sea jugar en el club del que es hincha fanático.
La película no debe ser confundida con la película Pelota de trapo (1948), dirigida por Leopoldo Torres Ríos, que también fue protagonizada por Armando Bó y Semillita y contó también con guion similar de Borocotó.
Pelota de Cuero se basa en la historia de Abdón Porte, jugador del Club Nacional de Football, que se quitó la vida en la misma cancha en que jugaba su equipo, en el estadio Gran Parque Central.

## Miscelánea
- Se filmó casi toda en la cancha de Boca Juniors.

- Edmundo Rivero, canta cuatro temas en esa película, entre ellas “Pelota de cuero”, que compuso con Héctor Marcó.

- Además de filmarse en La Bombonera y con la presencia de los hinchas xeneizes, también se muestran imágenes de partidos, como el Boca-River de 1962.- Así mismo, dentro del filme actuaron varios jugadores de Boca: Antonio Rattín, Silvio Marzolini, Ernesto Grillo y Antonio Roma.

- La película mantiene continuidad con ‘’Pelota de trapo’’ (1948), un gran éxito dirigido por Leopoldo Torres Ríos, también con guion de Borocotó y actuada por Armando Bó y Semillita.

## Actores
- Armando Bó: Marcos
- Víctor Bó: Marcos (joven)
- Nelly Beltrán: Hincha de River
- Pedro Laxalt: Don Antonio
- Borocotó
- Edmundo Rivero
- Víctor Tasca
- Juan Carlos Prevende (Lechuga)
- Adelco Lanza
- Semillita
- Martín Pupili
- Mario Casado
- Josefina Daniele
- Elena Del Vecchio
- Elida Marletta
- Freddy Tainor
- Héctor Monastiridis
- Antonio Roma
- Ernesto Grillo
- Antonio Rattín
- Silvio Marzolini
- Angélica Palmer
- Alberto Barcel
- Rubén Pastor (Choco)
- Omar Dellicuadri
- José Bevacqua
- Marcelo Jaime